# Miodio (gruppo musicale)
I Miodio sono un gruppo musicale italo-sammarinese nato nel 2002.

## Storia
Hanno al loro attivo un EP pubblicato nel 2006 contenente cinque canzoni, intitolato s/t e prodotto da Andrea Felli.
Nel 2007 firmano un contratto in esclusiva per la casa discografica Opera Prima. Nello stesso anno pubblicano il loro primo singolo It's Ok presente anche nella colonna sonora del film Il soffio dell'anima. Il video di It's Ok vede anche la partecipazione di Valeria Marini.
Sono stati finalisti all'Accademia di Sanremo e al Festival di Castrocaro. Hanno partecipato alla Biennale dei giovani artisti d'Europa e del Mediterraneo svoltasi a Napoli e vinto il XVII Festival di San Marino.
Hanno rappresentato San Marino all'Eurovision Song Contest 2008 con la canzone Complice (ultima in semifinale con 5 punti). Dopo la presenza al festival di Budua in Montenegro, hanno partecipato al concorso internazionale Cerbul de Aur 2008 tenutosi a Brașov in Romania con Complice e con Oltre le nuvole, versione in italiano di Dincolo de nori, un successo degli Holograf presentato anch'esso all'Eurovision Song Contest 1994.
Nel 2009 partecipano alla manifestazione online denominata Sanremofestival.59, con il brano Evoluzione genetica, finendo tra i primi 10.
Nel 2010 propongono il brano Perdo contatto per il Festival di Sanremo 2010 e I Feel per la selezione svizzera dell'Eurovision Song Contest 2011.
Nel 2011 pubblicano il loro primo album ufficiale intitolato Miodio, da cui estraggono i singoli Rock'n'Roll Robot e Chiudi gli occhi.
L'8 febbraio 2022 sono stati annunciati, in coppia con i Fabry & Labiusa, come uno dei nove Big partecipanti a Una voce per San Marino 2022, festival musicale che ha selezionato il rappresentante sanmarinese all'Eurovision Song Contest 2022 a Torino.

## Formazione
- Nicola Della Valle - voce
- Francesco "Sancho" Sancisi - tastiere, programmazioni
- Andrea Marco "Polly" Pollice - basso, programmazioni
- Paolo Macina - chitarra
- Alessandro Gobbi - batteria

## Discografia
- s/t - (2006), EP
- Miodio - (2008), EP
- Miodio - (2008)
- Avantgarde - (2011)